# Herzog Zwei
Herzog Zwei är ett Sega Mega Drive-spel utvecklat av Technosoft, och utgivet 1989 i Japan, och 1990 i Nordamerika. Spelet är ett tidigt exempel på realtidsstrategi-spel, och släpptes före populära titlar som Dune II.

## Handling
Spelaren styr en mech' som kan användas för både nytta och strid.

### Fotnoter
1. ↑  Sharkey, Scott. ”Essential Top 50: Herzog Zwei”. 1UP.com. Arkiverad från originalet den 4 juni 2012. https://archive.is/20120604112047/http://www.1up.com/features/essential-50-herzog-zwei. Läst 12 juni 2014.
2. ↑  McFerran, Damien (2005). ”Herzog Zwei” (PDF). Issue 28. Retro Gamer. Arkiverad från originalet den 3 april 2014. https://web.archive.org/web/20140403014404/http://www.meanmachinesmag.co.uk/upload/media/scans/retrogamer_herzogzwei.pdf. Läst 12 juni 2014.